# トウィーズミュア男爵
トウィーズミュア男爵（英: Baron Tweedsmuir）は、連合王国貴族の男爵位。
政治家・小説家のジョン・バカンが1935年に叙されたのに始まる。

## 歴史
政治家・小説家のジョン・バカン(1875–1940)は、カナダ総督就任直前の1935年6月1日に勅許状でオックスフォード州におけるエルスフィールドのトウィーズミュア男爵（Baron Tweedsmuir, of Elsfield in the County of Oxford）に叙された。
初代男爵の死後は長男のジョン・ノーマン・ステュアート・バカン(1911–1996)が2代男爵を継承した。彼は陸軍軍人だった。
2代男爵には男子がなかったので彼の死後には弟のウィリアム・ド・レーグル・バカン(1916–2008)が3代男爵を継承した。3代男爵の死後はその長男であるジョン・ウィリアム・ド・レーグル・バカン(1950-)が爵位を継承した。彼が2016年現在の当主である。

## トウィーズミュア男爵 (1935年)
- 初代トウィーズミュア男爵ジョン・バカン (1875–1940)
- 2代トウィーズミュア男爵ジョン・ノーマン・ステュアート・バカン（英語版） (1911–1996)
- 3代トウィーズミュア男爵ウィリアム・ド・レーグル・バカン（英語版） (1916–2008)
- 4代トウィーズミュア男爵ジョン・ウィリアム・ド・レーグル・バカン (1950-)
  - 法定推定相続人は現当主の長男ジョン・アラズデア・ガウェイン・バカン (1986-)